# Julian Curry
Julian Burnlee Curry (Devon, 8 dicembre 1937 – 27 giugno 2020) è stato un attore britannico.

## Biografia
Figlio di William Burnlee Curry e Marjorie Graham Curry, fece la sua prima apparizione televisiva nel 1965 in un episodio del telefilm For Whom the Bell Tolls. Recitò poi in Doppia sentenza (1968), Z Cars (1965 & 1975), The Glittering Prizes (1976), The Onedin Line (1976), Rumpole of the Bailey (1975-1995), A Fine Romance (1982), Lytton's Diary, Le avventure di Sherlock Holmes (1991), Kavanagh QC (1997) e L'ispettore Barnaby (2004).
Tra i film in cui l'attore lavorò, vanno ricordati Ci divertiamo da matti (1967), Legacy of Blood (1978), Fuga per la vittoria (1981) e Sky Captain and the World of Tomorrow (2004).
Era sposato con l'attrice Sheila Reid ma il matrimonio fu poi sciolto, così come il secondo, dal quale nacquero due figli. Il terzo matrimonio durò sino alla morte di lui, avvenuta nel 2020.

## Filmografia parziale
- Ci divertiamo da matti (Smashing Time), regia di Desmond Davis (1967)
- Fuga per la vittoria (Victory), regia di John Huston  (1981)
- Re Lear (King Lear), regia di Jonathan Miller - Film TV (1982)
- Il missionario (The Missionary), regia di Richard Loncraine (1982)
- Baby - Il segreto della leggenda perduta (Baby: Secret of the Lost Legend), regia di Bill L. Norton  (1985)
- Fantasmi ad Hollywood (Hollywood-Monster), regia di Roland Emmerich (1987)
- Il giro del mondo in 80 giorni (Around the World in 80 Days), regia di Buzz Kulik (1989)
- Loch Ness, regia di John Henderson (1996)
- Rasputin - Il demone nero (Rasputin), regia di Uli Edel - Film TV (1996)
- 7 giorni di vita (Seven Days to Live), regia di Sebastian Niemann (2000)
- Sky Captain and the World of Tomorrow, regia di Kerry Conran  (2004)
- L'ispettore Barnaby (Midsomer Murders) – serie TV, episodio 8x01 (2004)

## Doppiatori italiani
- Sandro Iovino in Fuga per la vittoria
- Gianni Musy in Sky Captain and the World of Tomorrow